# 香取警察署
香取警察署（かとりけいさつしょ）は、千葉県警察が管轄する警察署の一つである。管内面積が400平方キロメートルと県下最大であり、駐在所が26ヶ所で県内最多となっている。

## 所在地
- 千葉県香取市北二丁目1番地1

## 管轄区域
- 香取市並びに香取郡神崎町、多古町及び東庄町並びに旭市の飛地

## 庁舎概要
香取警察署庁舎
- 竣工年 : 1975年
- 延床面積 : 1,582m²
- 構造/規模 : RC造、地上3階

香取警察署小見川幹部交番庁舎
- 竣工年 : 1968年
- 延べ床面積 : 819m²
- 構造/規模 : RC造、地上3階

香取警察署小見川幹部交番別館
- 竣工年 : 1984年
- 延べ床面積 : 293m²
- 構造/規模 : RC造、地上2階

香取警察署多古幹部交番庁舎
- 竣工年 : 1970年
- 延べ床面積 : 249m²
- 構造/規模 : RC造、地上2階

## 沿革
- 2006年（平成18年）：香取市の誕生に伴って佐原警察署と小見川警察署が統合し、香取警察署と改称。

## 幹部交番

### 香取市
- 小見川幹部交番（香取市小見川1637番地） - 旧小見川警察署庁舎を使用

### 多古町
- 多古幹部交番（香取郡多古町多古2000番207）

## 交番

### 香取市
- 佐原駅前交番（香取市佐原イ92番地5）

### 東庄町（小見川幹部交番管轄）
- 東庄交番（香取郡東庄町笹川い579番地1）

## 駐在所

### 香取市
- 岩部駐在所（香取市岩部1560番地1）
- 橘駐在所（香取郡東庄町新宿1126番地2）
- 大倉駐在所（香取市大倉502番地3）
- 大戸川駐在所（香取市谷中955番地4）
- 大根駐在所（香取市大根952番地）
- 東城駐在所（香取郡東庄町小南1021番地2）
- 香取駐在所（香取市香取1770番地1）
- 北佐原駐在所（香取市佐原ニ1299番地1）
- 九美上駐在所（香取市九美上138番地1）
- 沢駐在所（香取市沢1818番地1）
- 新島駐在所（香取市扇島769番地7）
- 津宮駐在所（香取市津宮5944番地1）

#### 小見川幹部交番管轄
- 神里駐在所（香取市虫幡452番地3）
- 豊浦駐在所（香取市富田1017番地10）
- 府馬駐在所（香取市府馬2997番地7）
- 森山駐在所（香取市下飯田1392番地1）
- 八都駐在所（香取市小見1025番地2）
- 山倉駐在所（香取市大角1545番地1）

### 神崎町
- 神崎駐在所（香取郡神崎町神崎神宿680番地29）
- 郡駐在所（香取郡神崎町郡649番地1）

### 東庄町（小見川幹部交番管轄）
- 神代駐在所（香取郡東庄町舟戸405番地1）

### 多古町（多古幹部交番管轄）
- 五辻駐在所（香取郡多古町飯笹1078番地15）
- 高津原駐在所（香取郡多古町大高1番地744）
- 次浦駐在所（香取郡多古町次浦884番地）
- 常磐駐在所（香取郡多古町川島280番地）
- 中駐在所（香取郡多古町南中248番地5）